# تشيب
تشيب (بالإنجليزية: Chip)‏ هو موسيقي وكاتب أغاني ومغني بريطاني، ولد في 26 نوفمبر 1990 في لندن في المملكة المتحدة.

## وصلات خارجية
- الموقع الرسمي
- تشيب على موقع ميوزك برينز (الإنجليزية)
- تشيب على موقع أول ميوزيك (الإنجليزية)
- تشيب على موقع ديسكوغز (الإنجليزية)
- تشيب على موقع ديسكوغز (الإنجليزية)
- تشيب على موقع ديسكوغز (الإنجليزية)